# Modelo de Parlamento Europeo

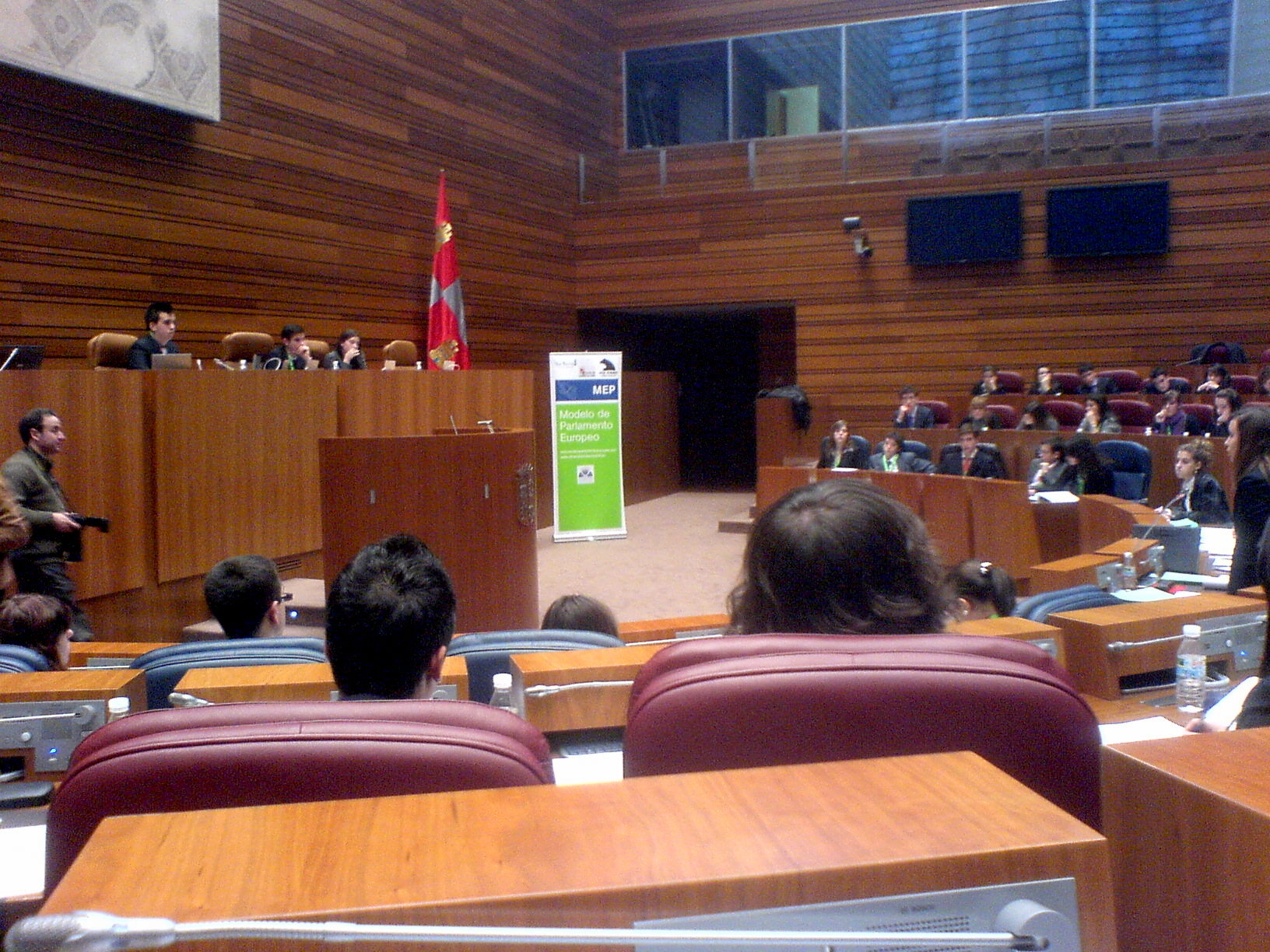
Sesión parlamentaria autonómica del Modelo de Parlamento Europeo celebrada en las Cortes de Castilla y León el 12 de diciembre de 2008, con delegados de las comunidades de Asturias, Cantabria y Castilla y León.

El Modelo de Parlamento Europeo (en inglés: Model European Parliament) (MEP) es una actividad llevada a cabo a nivel europeo por la Fundación Modelo de Parlamento Europeo (en inglés: Model European Parliament Foundation), una fundación cultural, apolítica, sin ánimo de lucro y formada oficialmente en La Haya, Países Bajos, en 1994. Su objetivo es familiarizar a los jóvenes con la conciencia europea a través de la simulación de sesiones del Parlamento Europeo que implican a jóvenes estudiantes de toda la Unión Europea.
En todos los países europeos existen asociaciones nacionales que organizan las sesiones parlamentarias regionales, nacionales y posteriormente internacionales. En el caso de España, la organización corre a cargo de la Fundación San Patricio y de la Obra Social de Caja Madrid. 
En 2024 se celebró su XXIV edición, coincidiendo con el LV aniversario de la Universidad Schiller, un centro de referencia. Esta fue celebrada en Madrid, acudiendo al Congreso de los Diputados y con la bienvenida de Francina Armengol.
De todos los participantes se seleccionará a 10 que podrán acudir a las fases internacionales de Londres en el mes de abril y de un país aún por determinar en otoño de este año. Allí estarán con jóvenes de toda Europa y podrán debatir entre ellos, aunque en inglés.

En su XIII edición, la fase nacional fue en Santiago de Compostela del 22 al 25 de febrero donde acudieron 72 jóvenes de primero de bachillerato de diversos centros educativos de toda España y pudieron disfrutar allí de unos días de debate sobre cuatro temas polémicos planteados que son:
-La ciudad sostenible
-Fomento de la actividad emprendedora empresarial en Europa
-Europa como potencia mundial
-Integración de personas con discapacidad en la sociedad